# Josef Müller (politico)
Josef Müller (Steinwiesen, 27 marzo 1898 – Monaco di Baviera, 12 settembre 1979) è stato un politico tedesco.

## Biografia

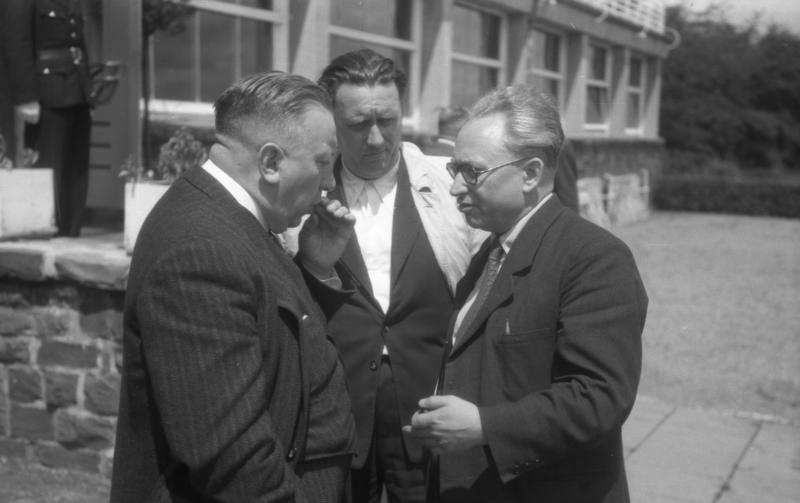
Müller (primo a sinistra), Bettgenhäuser, Ollenhauer alla Rittersturz-Konferenz di Coblenza

Avvocato a Monaco di Baviera, a partire dal 1933 entrò in politica per opporsi a Adolf Hitler ed al nazismo. Nel 1939 entrò in contatto con i circoli militari facenti capo al generale Ludwig Beck. Nel 1943 fu arrestato e sottoposto a processo. Venne poi internato dal 1944 alla fine del conflitto nei campi di concentramento di Buchenwald e di Dachau. Da lì venne trasportato come ostaggio delle SS, in quanto facente parte di un gruppo di prigionieri importanti. Questi furono portati a Villabassa in Val Pusteria (Alto Adige), dove vennero liberati dagli Alleati presso il lago di Braies il 5 maggio 1945.
Nel 1945 fu tra i fondatori della CSU e rivestì importanti incarichi nel governo della Baviera.